# Paleopolymorphina
Metapolymorphina es un género de foraminífero bentónico de la subfamilia Polymorphininae, de la familia Polymorphinidae, de la superfamilia Polymorphinoidea, del suborden Lagenina y del orden Lagenida. Su especie-tipo es Polymorphina pleurostomelloides. Su rango cronoestratigráfico abarca desde el Albiense (Cretácico inferior) hasta el Maastrichtiense (Cretácico superior).

## Discusión
Clasificaciones previas incluían Glandulopleurostomella en la superfamilia Nodosarioidea.

## Clasificación
Glandulopleurostomella incluye a las siguientes especies:
- Paleopolymorphina elecatoides †
- Paleopolymorphina eocaenica †
- Paleopolymorphina facieformis †
- Paleopolymorphina fossata †
- Paleopolymorphina gemma †
- Paleopolymorphina inflata †
- Paleopolymorphina lanceata †
- Paleopolymorphina ozawai †
- Paleopolymorphina pleurostomelloides †
- Paleopolymorphina quadrata †